# Ulf Pilgaard
Ulf Pilgaard (født 15. november 1940 i Skive, død 28. oktober 2024 i Hellerup) var en dansk skuespiller og komiker. Han spillede i over 40 år med i revyer og på teatret. Fra 1986 til 2021 spillede han hvert år i Cirkusrevyen. Han havde også enkelte større filmroller som i Nattevagten og Nattevagten 2 - Dæmoner går i arv af Ole Bornedal.

## Baggrund
Ulf Pilgaard var søn af en præst ved Holme Kirke på Aarhus-egnen.
Pilgaard gik i skole på Frederiksberg med den senere filmanmelder Ole Michelsen, med hvem han udviklede et varigt venskab.
Præstesønnen Pilgaard begyndte at læse teologi på Aarhus Universitet i 1959 og fortsatte studierne i København.
Pilgaard var studiekammerat med Henrik Stangerup og Johannes Møllehave.
Under sit teologistudium i København 'lå han' på Elers' Kollegium fra 15. april 1962 til 15. maj 1967.
Skuespilleren Preben Kaas og andre (bl.a. Pilgaards studiekammerat Henrik Stangerup) fik ham til at droppe teologistudiet for at blive skuespiller.
Fra 1970 til 2016 var han gift med Gitte Vibeke Pilgaard (1947-2016).

## Karriere

### Revy og teater
Under sit teologistudie var Pilgaard på studenterscencen i 1961.
Han blev bemærket som medlem af Collagetruppen og af en anmelder kaldt for en ny Dirch Passer.
Dette fik skabt opmærksomhed hos Stig Lommer og Preben Kaas.
Pilgaard debuterede som skuespiller i 1963 på Alléscenen.[kilde mangler]
I 1966 engagerede Preben Kaas ham for hele året ved ABC Teatret.
Fra 1968 til 1972 spillede Pilgaard i Cirkusrevyen og derefter
fra 1973 til 1985 i Tivolirevyen, afbrudt af Holstebro-revyen 1978-1979.
Siden 1986 har han været i Cirkusrevyen. I 2010, hvor denne revy fejrede 75-års jubilæum, fejrede Ulf Pilgaard 30-års jubilæum i Cirkusrevyen. 2021 blev hans sidste sæson i Cirkusrevyen.
Ulf Pilgaard spillede flere gange sammen med den 14 år ældre Dirch Passer.
Deres komiske makkerskab anses for Dirch Passers mest vellykkede efter Kjeld Petersens død.
Pilgaard og Passer optrådte første gang sammen i 1967 i forestillingen Annie Get Your Gun på Falkonér Teatret. De spillede også sammen i revyer, for eksempel i sketchen Stjernetegnene fra 1970.
I en længere periode dannede han på film og især på scenen par med Claus Ryskjær.
I revysammenhænge fejrede Pilgaard triumfer med parodier af Kirsten Hüttemeier, Hanne Bech Hansen og ikke mindst Poul Nyrup Rasmussen og Dronning Margrethe.
Særligt hans parodi af Københavns politidirektør Hanne Bech Hansen i Vase & Fuglsangs "Perlemor" fra Cirkusrevyen 2009 blev vel modtaget.
I 2014 optrådte Pilgaard med en bidende satire over IC4-toget og dets problemer. Sketchen, der også var skrevet af Vase & Fuglsang, blev kombineret med en satire over sproget og de messende digtoplæsninger af Yahya Hassan.
En forestilling med sketchen blev en aften afbrudt da unge mænd af anden etnisk herkomst end dansk skaffede sig  adgang til Cirkusrevyens telt og foran scenen begyndte at råbe hvad som kan have været arabiske ukvemsord mod Pilgaard der var udklædt som Yahya Hassan.
Ved Pilgaards sidste optræden i Cirkusrevyen i september 2021 mødte dronning Margrethe op under hans parodiering af hende for at overbringe en gave.
Pilgaards komik karakteriserede Erik Hvidt som med en "bidende satirisk form" der "skånselsløst jagter det indbildte og uforstandige". Efter Passers død anså Hvidt Pilgaard for den der mest målrettet arbejdede med crazykomik.

### Radio- og tv-satire
Pilgaard var ganske tidligt ude, da Danmarks Radio begyndte deres satire-udsendelser.
Han var således en af kræfterne, da radioen i midten af 1960'erne begyndte satire i Søndagsjournalen, der indholdt Holdningsløse Tidende.
I programmet spillede han sammen med Lotte Tarp og Bent Schjærff[kilde mangler] til tekster skrevet af Leif Panduro og Habakuk.
Igennem 20 år, fra 1968 til 1988, var Pilgaard også i Danmarks Radios tv-satireprogrammer Hov-Hov og Uha Uha. Pilgaard og Ryskjær var hovedpersoner i Ulf & Claus Show i 1980, en satireserie som blev så kontroversiel at kun de to første afsnit blev sendt, og de resterende 2 blev aflyst.
I 2011 medvirkede han og lagde navn til Store Stygge Ulf Show, et samfundsaktuelt satireprogram på TV 2 Charlie.

### Film og tv-dramatik
Ulf Pilgaard spillede med i et bredt udvalg af danske film.
Fra hans unge år fremdrages især hovedrollen i Giv Gud en chance om søndagen fra 1970, der gav ham et gennembrud i 'seriøse' roller.
Filmen blev skrevet og instrueret af hans tidligere studiekammerat Henrik Stangerup.
I filmen spillede Pilgaard en ung præst i en Folkekirke i krise.
Sammen med Poul Reichhardt og Jens Okking ydede han desuden solidt spil i Esben Høilund Carlsens kriminalfilm Nitten røde roser fra 1974.
I 1990'erne var Pilgaard især kendt for sit arbejde med revy og satire. Men hans rolle i Nattevagten fra 1994 markerede et vendepunkt til mere alvorlige roller.
I Bornedals thriller var han castet mod type
og spillede han den magtfulde politikommissær Peter Wörmer.
Ulf Pilgaards portrættering af magtfulde mænd er fortsat.
Bornedal anvendte ham igen i tv-thrilleren Dybt vand fra 1999, her i rollen som en korrupt byggematador.
Han spillede familiens overhoved i Østre Gasværks udgave af Festen.
I tv-serien Borgen spillede han i 2010 rollen som erhvervslederen Joachime Chrone, der kan give mindelser om Mærsk McKinney Møller.

## Privat
Efter at have kendt hinanden i fire år, blev Ulf Pilgaard i 1970 gift med Gitte Vibeke. De fik sammen sønnerne Mikkel og Christian. I slutningen af 1990'erne blev hustruen ramt af sygdommen Huntingtons chorea. Som følge af sygdommen døde hun i november 2016. I 2021 døde den yngste søn Mikkel, 48 år gammel, som konsekvens af et årelangt stofmisbrug. Ét år forinden var Ulf Pilgaard blevet kærester med den 25 år yngre sygeplejerske Annette Bavnhøj.

### Død
Pilgaard var ved sin død bosat i Hellerup. Kort tid før sin død fik han forhøjede infektionstal, blandt andet på grund af en infektion i øjnene, der den seneste tid havde nedsat hans syn, der blandt andet gjorde at han ikke længere kunne køre bil. Han døde af et hjertestop i hjemmet den 28. oktober 2024, 83 år gammel. Ulf Pilgaard blev bisat fra Messiaskirken i Charlottenlund, og stedt til hvile ved siden af sin hustru Gitte og sønnen Mikkel på Hellerup Kirkegård.

## Priser
Ulf Pilgaard vandt flere priser, herunder en Bodil og en Robert for bedste hovedrolle i Farligt venskab (1996).
- 2000: Årets Æreskunstner ved Revyernes Revy.[31]
- 2006: Revyprisen Årets Dirch, også nomineret i 2010[32]
- 2007: Udnævnt til Ridder af Dannebrog.[33]
- 2009: Teaterflisen[34]
- 2010: Årets Skuespiller af Frederiksberg Bladets og ugebladet Se og Hørs læsere, og egen flise på Frederiksberg Allé.[35]
- 2010: Zulu Comedy Æresprisen ved Zulu Comedy Galla, der blev uddelt første gang dette år.
- 2011: Lauritzen-prisen med 250.000 kroner.[36]
- 2012: Årets Dirch.[31][37]
- 2013: Årets Bedste Parodi i Charlies Revygalla.[38]

## Film
- Det er så synd for farmand (1968) – tøjekspedient
- Olsen-banden (1968) – fotograf
- Damernes ven (1969) – John
- Mordskab (1969) – kriminalassistent Persson
- Giv Gud en chance om søndagen (1970) – præst Niels Rising
- Motorvej på sengekanten (1972) – landmåler hr. Vejmand
- Lenin, din gavtyv (1972) – lokomotivfører
- Romantik på sengekanten (1973) – anklager
- Solstik på badehotellet (1973) – portieren
- Nitten røde roser (1974) – kriminalassistent Rieger
- Den kyske levemand (1974) – Hans Berner
- Mafiaen, det er osse mig (1974) – overlæge Gudmund Brikse
- Nøddebo Præstegård (1974) – Lars Kusk
- Violer er blå (1975) – Kasper
- Det gode og det onde (1975)
- Brand-Børge rykker ud (1976) – Tankvognschauffør
- Terror (1977) – kriminalassistent Rieger
- Pas på ryggen, professor (1977) – journalist Gert Latour
- Fængslende feriedage (1978) – læge
- Slingrevalsen (1981) – Blom, Karens chef
- Walter og Carlo – op på fars hat (1985) – departementschef
- Kampen om den røde ko (1987) – fotograferende far
- Elvis Hansen - en samfundshjælper (1988) – professor Olsby
- Den røde tråd (1989) – Heineckens bodyguard
- Walter og Carlo i Amerika (1989) – Tonny
- Nattevagten (1994) – 	Kriminalinspektør Wörmer
- Kærlighed ved første desperate blik (1994) – politichef
- Farligt venskab (1995) – Per Wahlin
- Dybt vand (1999)
- Ørkenens juvel (2001) – Stemme for Didrik
- Elsker dig for evigt (2002) – Thomsen
- Arven (2003) – Aksel
- Rembrandt (2003) – Flemming
- Kongekabale (2004) – Gunnar Torp
- Tempelriddernes skat (2006) – Johannes
- Tempelriddernes skat II (2007) – Johannes
- Vikaren (2007) – undervisningsminister
- Kandidaten (2008) – Martin Schiller
- Gaven (2008) – Gunnar
- Ved verdens ende (2008) – Werner
- Julemandens datter (2018) – rektor

## Revy
- ABC revyerne (1966-67).
- Cirkusrevyen (1968-72), (1986-2021).
- Holstebro-revyen (1979) (1981).
- Tivoli (1973-75), (1980-83).
- Lisbet & Ulf Show (2010).